# Euctémon
Euctémon (fl. 432 av. J.-C.) est un  astronome athénien. Il était un contemporain de l'astronome Méton et a travaillé en étroite collaboration avec lui. On sait peu de choses de son travail en dehors de son partenariat avec Méton et ce qui est mentionné par Ptolémée.
Avec Méton, il a fait une série d'observations des solstices (les moments où le soleil est à la plus grande distance de l'équateur) afin de déterminer la durée de l'année tropique. Geminos de Rhodes et Ptolémée le citent comme source sur le lever et le coucher des astres. B. L. van der Waerden a déterminé qu'Euctémon avait été influencé par l'astronomie babylonienne tout y apportant des améliorations du point de vue de la précision.
Le travail d'Euctémon et Méton est l'une des premières réalisations effectives, avec l'échelle numérique des intervalles musicaux, des théories pythagoriciennes de l'ordonnancement numérique de l'univers.
La Description de la Grèce de Pausanias le Périégète donne les noms des enfants de Damon, Philogenes et Euctémon.
Le cratère lunaire Euctemon a été nommé en son honneur.